# Остаповский сельсовет
Оста́повский сельсове́т — упразднённая административно-территориальная единица, существовавшая в составе Михайловского и Железногорского районов Курской области до 1979 года.
Административным центром была деревня Остапово.

## История
Впервые Остаповский сельсовет был образован 12 февраля 1929 года в составе Михайловского района Льговского округа Центрально-Чернозёмной области. При создании нового сельсовета из Веретенинского сельсовета были выделены с. Гнань, п. Кнея, п. Комарой, из Курбакинского сельсовета — п. Бугры, п. Еременок, п. Лунинский, д. Остапово, д. Солдаты, совхоз Солдатский, п. Сухие Лозы. На момент создания на территории сельсовета проживало 1692 человека. К 1937 году Остаповский сельсовет был упразднён.
Повторно Остаповский сельсовет был создан в 1959 году. В него вошла часть населённых пунктов упразднённого Веретенинского сельсовета. 14 октября 1971 года был упразднён посёлок Холстинка, располагавшийся на территории сельсовета, а 22 апреля 1976 года — посёлок Бугры. 
Повторно сельсовет был упразднён в 1979 году: центр сельсовета был перенесён в деревню Солдаты, а сельсовет переименован в Солдатский.

## Населённые пункты
Указан список населённых пунктов на момент формирования сельсовета в 1929 году:
| №  | Населённый пункт | Тип населённого пункта    |
| -- | ---------------- | ------------------------- |
| 1  | Бугры            | посёлок                   |
| 2  | Гнань            | село                      |
| 3  | Еременок         | посёлок                   |
| 4  | Кнея             | посёлок                   |
| 5  | Комарой          | посёлок                   |
| 6  | Лесная Сторожка  | лесная сторожка           |
| 7  | Лунинский        | посёлок                   |
| 8  | Остапово         | деревня, администр. центр |
| 9  | Солдаты          | деревня                   |
| 10 | Солдатский       | совхоз                    |
| 11 | Сухие Лозы       | посёлок                   |

## Председатели сельсовета
Список неполный:
- Молотков Фёдор Гаврилович (1959—1969)
- Зинакова Тамара Андреевна (1969—1973)
- Паршикова Луиза Никифоровна (1973—1979)